# Honoré Théodoric d'Albert di Luynes
Honoré Théodore Paul Joseph d'Albert, duc de Luynes (Parigi, 15 dicembre 1802 – Roma, 15 dicembre 1867) è stato un numismatico, archeologo e filantropo francese.
Era erede di diversi titoli nobiliari francesi tra cui duca di Luynes, di Chevreuse e Chaulnes e di un'immensa fortuna, che svolse un ruolo di "grand seigneur" e sostenne le rivendicazioni dell'esiliato comte de Chambord al trono di Francia; è principalmente ricordato per la sua collezione di monete che donò al Cabinet des Médailles nel 1862.

## Biografia
Il suo Grand Tour giovanile in Italia fu segnato dalla morte del suo compagno, suo cugino Henri de Montmorency-Laval; tornò in Francia e si unì alla garde du corps di Luigi XVIII e nel 1822 sposò Marie Francoise Dauvet de Maineville, figlia del marchese di Maineville. Dopo la morte prematura della sposa, il 23 luglio 1824, ritornò in Italia.
Si consolò effettuando delle ricerche sul sito di Metaponto, nel Regno delle Due Sicilie, che pubblicò e all'età di 28 anni divenne membro dell'Académie des Inscriptions et Belles-Lettres. Nel Sud Italia, inoltre, condusse alcuni scavi nell'area Ionica reggina, nel sito che poi si scoprì corrispondere all'antica polis magnogreca di Locri Epizefiri. Qui scoprì, nel 1830, parte del basamento del "Tempio di Zeus" noto anche come "Tempio di casa Marafioti".
Nel 1835 fonda la rivista Annales de l'Institut archéologique con A. Ch. Quatremère de Quincy, il barone Jean de Witte, Félix Lajard, Charles Lenormant e Raoul Rochette.
I suoi interessi archeologici andavano dalla numismatica e dalla ceramiche antiche, oggetto delle sue collezioni, al tentativo di recuperare i segreti dell'acciaio Damasco: ricevette una medaglia d'argento per le sue lame all'Esposizione industriale francese del 1844 di Parigi. Offrì un premio di 8000 livre per il primo processo di fotolitografia coronato da successo mentre stava montando, nel suo castello di Dampierre, una delle più belle collezioni di storia naturale dell'epoca in Francia. La sua collezione di monete antiche, medaglie, pietre incise e di vasi greci, fu donata al Cabinet des Médailles.
I suoi interessi archeologici lo portarono, nel maggio 1864, fino al mar Morto e a Petra
A Dampierre commissionò ingenti lavori di ristrutturazione sotto la guida dell'architetto antiquario Félix Duban, che aveva restaurato il castello di Blois. Dipinti di Marc-Charles-Gabriel Gleyre e Jean-Hippolyte Flandrin abbellirono le pareti della galleria, dove furono appesi con velluto rosso, contro il quale Luynes montò anche i trofei a cavallo delle sue armi antiche, il cui pezzo più importante era la spada cerimoniale di Youssuf, figlio di Boabdil, l'ultimo re moro di Granada; anche questo seguì la collezione Luynes al Cabinet des Médailles. Fu il capo della commissione per la segnalazione dei lavori in metallo all'Esposizione universale di Londra del 1851, e pubblicò i risultati delle sue ricerche.
Fu anche un mecenate di artisti viventi classicheggianti, con vario successo. Nel 1840 incaricò Marc-Charles-Gabriel Gleyre di decorare le pareti nella Galleria Grande di Dampierre, ma dopo Gleyre aveva lavorato su di loro per un anno, con prospettive di fama avanti a sé, le decorazioni installate furono cancellate quando Félix Duban consigliò invece Luynes a incaricare Jean Auguste Dominique Ingres, da poco tornato da Roma, di dipingere per la Galleria tele di grandi dimensioni. Ingres insistette per affrescare la galleria di Dampierre con i grandi soggetti che Luynes aveva richiesto, L'età dell'oro e L'età del ferro, invece che dipingere delle tele. Ingres stesso si installò con entusiasmo a Dampierre per il progetto, per il quale la galleria è stata reintonacata secondo i suoi ordini; numerosi disegni e schizzi per i lavori proposti sopravvivono, e l'inclinazione classicheggiante di Luynes incoraggiò la ossessiva ricerca di Ingres per un'ispirazione adatta ma l'ardore di Ingres si raffreddò nel 1847, e il contratto fu infine annullato nel 1850. Luynes commissionò a François Rude una scultura del re che aveva fondato le fortune della sua famiglia, il "Luigi XIII come un bambino" che fu fuso in argento anziché in bronzo. Per la Penelope di Pierre-Jules Cavelier pagò più di quanto avesse chiesto lo scultore e commissionò a Pierre-Charles Simart  di ricreare l'Athena di Fidia, in oro e avorio, basandosi sulle descrizioni antiche: "È costato a Luynes centomila franchi provare che Simart non è Fidia. La coppa di eliotropio con intarsi di oro smaltato fatta per lui nel 1854-55 da Jean-Valentin Morel, che ha aperto la strada al gusto per pietre dure montate sull'oro nello stile neorinascimentale, si trova ora al Indianapolis Museum of Art.
In politica fu un liberale. Prese parte attiva nella Rivoluzione di luglio, equipaggiando e armando a proprie spese un contingente della Guardia nazionale, ma rifiutò l'offerta da parte della Monarchia di Luglio di una parìa mentre invece accettò di essere nominato rappresentante nella seconda Repubblica Francese, 1848–51, con un ruolo di indipendente, per poi ritirarsi a Dampierre con l'ascesa di Napoleone III.  Infine morì a Roma, dove era un difensore dello Stato pontificio contro il Risorgimento italiano.
Si sposò una seconda volta, il 19 marzo 1846, con Jeanne d'Amys de Ponceau (morta a Dampierre il 26 luglio 1861).
Nel 1830 fu fatto cavaliere della Legion d'onore. Fu insignito dell'ordine prussiano Pour le Mérite nel 1853.

## Pubblicazioni
Luynes ha pubblicato molti articoli e rapporti. Le sue pubblicazioni più importanti sono:
- Métaponte (Parigi, P. Renouard) 1833;
- Commentaire historique et chronologique sur les éphémérides, intitulées Diurnali di messer Matteo di Giovenazzo (Parigi, Firmin Didot) 1839;
- Description de quelques vases peints (Parigi, Paris, 1840). La collezione di ceramiche greche di Luynes;
- Choix de médailles grecques (Parigi, Firmin Didot) 1840;
- Essai sur la numismatique des Satrapies et de la Phénicie sous les rois Achæménides (Parigi, Firmin Didot) 1846;
- Numismatique et inscriptions cypriotes (Parigi, Plon 1852);
- Mémoire sur le sarcophage et l'inscription funéraire d'Esmunazar, roi de Sidon (Parigi, Plon) 1856;
- Voyage d'exploration à la mer Morte, à Petra et sur la rive gauche du Jordan. Pubblicato postumo dal conte di Vogüé in base alle note di Luynes.

### Ulteriori letture
- Shedd, Meredith. "Phidias at the Universal Exposition of 1855: the duc de Luynes and the Athena Parthenos" Gazette des Beaux-Arts (ottobre 1986), pp 123–34.
- Aghion, I. and M. Avisseau-Broustet, "Le duc de Luynes, archéologue, historien, homme de sciences et collectionneur", Revue de la Bibliothèque nationale de France 3 (1994), pp. 12–19.